# Gjerdrum
Gjerdrum là một đô thị ở hạt Akershus, Na Uy.
Gjerdrum đã được lập thành một đô thị ngày 1/1/1838 (xem formannskapsdistrikt).
Đô thị này giáp các đô thị Nannestad, Nittedal, Lørenskog, Skedsmo, Nittedal và Sørum. Trung tâm hành chính của đô thị này là Ask.
Tên đô thị này được đặt theo tên một nông trang cổ Gjerdrum (các ngôn ngữ Bắc Đức Gerðarvin). 